# Алсу (певачица)
Алсу (рус. Алсу́ Рали́фовна Абра́мова, тат. Алсу Рәлиф кызы Абрамова; 27. јун 1983, Бугуљма) руска је певачица. Представљала је Русију на такмичењу за Песму Евровизије 2000. у Стокхолму, где се пласирала друга и тако постала позната широм Европе. Водила је и Евровизију 2009. која се те године одржавала у Москви.

## Биографија

### Детињство и младост
Родила се у Бугуљми, Татарска Република, Руска СФСР, СССР, 27. јуна 1983. Њен отац, Ралиф Рафилович Сафин, који је башкирског порекла, олигархиста је, бивши извршилац нафтне компаније Лукоил и садашњи члан Савјета Федерације, горњег дома Руског парламента. Магазин Форбс га је 2004. уврстио у листу 100 најбогатијих људи Русије. Алсуина мајка, Разија Искхаковна, архитетка је и волго-татарског је порекла. Алсу је муслиманка. Има старијег полубрата Русла (рођ. 1973), старијег брата Марата (рођ. 1977) и млађег брата Ренарда (рођ. 1996). Са годину дана се са породицом из Бугуљме преселила у Сибир. Са 5 година је похађала приватну музичку школу. Једно време је живела у Њујорку а касније и у Великој Британији, где је похађала приватни Архитектонски факултет. 1998, на венчању свог брата Марата, отпевала је песму I Will Always Love You. Након овог перформанса, породица је убеђује да започне професионалну соло каријеру.

### Приватни живот
18. марта 2006, Алсу се удала за милионера Јана Абрамова, који долази из етничке заједнице Горски Јевреји. Имају двије ћерке, Сафину (рођ. 7. септембра 2006) и Микелу (рођ. 29. априла 2008)

## Каријера

### Почетак музичке каријере
Са 15 година, Алсу је упознала свог будућег менаџера Валерија Белотсерковскија. Импресионирала га је својим извођењем песме I Will Always Love You. Сарадњу су започели наредни дан. Свој деби албум Alsou издала је 16. септембра 1999. Стекао је велику популарност у Русији, а са њега су се издвојила три сингла: "Zimniy Son"(Зимски сан), "Vesna"(Пролеће) и "Inogda"(Понекад). Потписала је уговор са издавачком кућом Universal Music Russia. Свој први сингл на енглеском "Solo" издала је 2000. и с њиме је представљала Русију на Песми Евровизије 2000., где је освојила 2. место. Након успеха на Евровизији, започиње велику турнеју широм Русије. Свој 17. рођендан прославила је наступајући у својој родној Бугуљми, где је 86 000 од њих укупно 120 000 дошло на главни градски трг да би је гледали.

### Иза сцене
На свечаној церемонији одржаној у Паризу 7. јула 2011, Алсу је проглашена за Уметника света. Награду јој је доделио УНЕСКО за „помоћ у привлачењу пажње друштва на проблеме света, правде, толеранције, на проблеме деце у тешкој ситуацији, борбу против неписмености и очувању људске средине“. Раније су ову награду добиле Селин Дион и лејди Ширли Беси. Алсу – народна уметница Татарстана – је основала заједно са својим оцем сенатором Ралифом Сафином фонд „Дуга“ који помаже школама и болницама, гради цркве и џамије и помаже сиромашнима.

## Награде и признања
- Почасни и народни певач Татарске Републике
- Почасни грађанин Бугуљме
- Најпродаванији руски извођач
- Најбољи руски певач
- Најпродаванији сингл 2000.

## Дискографија

### Албуми
- Алсу (1999)
- Alsou (2001)
- Мне приснилась осень (2002)
- 19 (2003)
- Самое главное (2008)
- Туган тел (2008)
- Фея Добрых Снов (2011)
- Inspired (2013)
- Ty Eto Svet (2014)

### Синглови на енглеском
- Solo (2000)
- You're My #1 (2000)- дует са Енрикеом Иглесијасом
- Before You Love Me (2001)
- He Loves Me (2001)
- Run Right Out of Time (2002)
- Always on My Mind (2004)
- Miracles (2006)

### Видеографија
- Зимний сон (1999)
- Весна (1999)
- Иногда (1999)
- Solo (2000)
- You're My #1 (2000)
- Before You Love Me" (2000)
- He Loves Me" (2001)
- Осень" (2001)
- Всё равно" (2002)
- Летящая над облаками" (2002)
- Вчера" (2002)
- Әткәй" (2002)
- Мечты" (2003)
- Первый раз" (2003)
- Everybody" (2004)
- Always On My Mind" (2004)
- Небо" (2005)
- Самое главное" (2006)
- А у моей любви" (2007)
- Сандугачым-гүзәлем" (2008)
- Уфа юкәләре" (2008)

### Остале колаборације
- Livin' on a Prayer (2003)- дует са Бон Џовијем
- How High the Moon (2005)- гостујуће појављивање са Стингом, Рикијем Самбором и Џос Стоун на албуму Леса Пола American Made World Played